# ヘルムート・コッホ
ヘルムート・コッホ（Helmut Koch, 1908年4月5日 - 1975年1月26日は、ドイツの指揮者。

## 経歴
1908年、バルメン（現ヴッパータール）生まれ。12歳からヴァイオリンを習い始める。16歳でエッセンに移住後も実業高校に通いつつ音楽の勉強を続け、ライン音楽院に進学した。1926年からフリッツ・レーマンやマックス・フィードラーらの薫陶を受けて指揮法を学んでいる。1928年にヘルマン・シェルヘンに弟子入りし、ヴィンタートゥールの音楽祭にヴァイオリン兼ヴィオラ奏者として参加したり、ケーニヒスベルクの放送局でサウンド・エンジニア等をしたりして実地的音楽経験を積んだ。
1931年にシェルヘンの勧めでベルリンに移り、ベルリン・シューベルト合唱団の指揮者に就任し、当時の労働者合唱運動の指導者として活躍した。第二次世界大戦中はナチスに入党し、レコード会社や放送局のエンジニアとして働いた。1945年にDDRラジオ放送局の音楽部長に就任し、ベルリン放送交響楽団の選抜メンバーでベルリン室内管弦楽団を創設している。また1948年にはベルリン放送合唱団、1963年にはベルリン・ジングアカデミーを結成し、これらの自ら創設した団体の首席指揮者を亡くなるまで務めた。
1975年、ベルリンにて急逝した。